# Franklim António de Oliveira
Franklim António de Oliveira foi o primeiro comissário nacional do Corpo de Scouts Católicos Portugueses (hoje Corpo Nacional de Escutas) entre maio de 1923 e novembro de 1924, sendo sucedido por José Queirós de Lencastre.

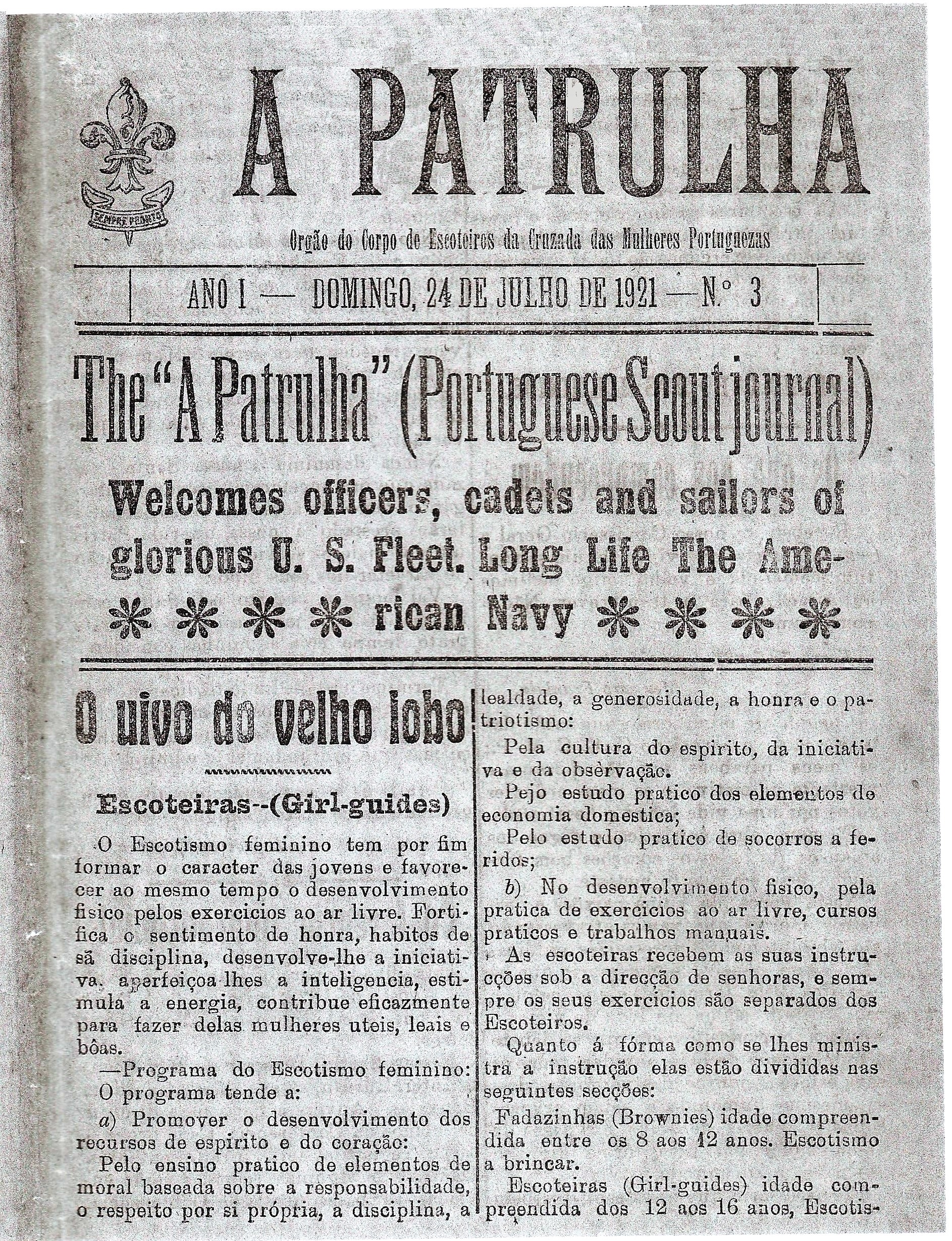
Jornal A Patrulha do Corpo de Escoteiros da CMP

Franklim de Oliveira entrou no escotismo em 1914, sendo um dos fundadores do Grupo 27-AEP em Évora (1914). Mais tarde, transferiu-se para Lisboa onde ingressou no Grupo 2-Lisboa e participa no Jamboree de Olympia Park (1920). Com o apoio de Alfredo Tovar de Lemos, fora nomeado Comissário-Geral do Gr. 2 - AEP/Cruzada das Mulheres Portuguesas (1920-1922), do qual fundou o pequeno jornal escotista "A Patrulha".
Após a saída do escutismo católico, Franklim António de Oliveira regressou à Associação de Escoteiros de Portugal. Faleceu no dia 4 de julho de 1955, quando se dirigia para um acampamento do Grupo 9 - Lisboa.